# 연방 페론주의
연방 페론주의(스페인어: Peronismo Federal, PF) 또는 반체제 페론주의(스페인어: Peronismo Disidente, PD)는 페론주의를 표방하는 아르헨티나의 정당이다. 제안공화당도 중도우파정당이지만, 이 정당과 노선은 완전히 반대다. 제안공화당은 친미, 탈민족주의, 신자유주의 표방하지만, 이 정당은 신자유주의외는 거리가 멀고, 민족주의와 우익대중주의, 국가주의를 표방한다.